# ペテル・ポコルニー
ペテル・ポコルニー（Peter Pokorný、2001年8月8日 - ）は、スロバキア・トレンチーン出身のサッカー選手。ŠKスロヴァン・ブラチスラヴァ所属。ポジションはミッドフィールダー。

## クラブ経歴
2007年、ASトレンチーンのユースチームに加入すると、同クラブでプロデビューする前の2018年にオーストリアのFCリーフェリングへと移籍した。
2021年6月16日、レアル・ソシエダと3年契約を結び、シャビ・アロンソ率いるBチーム登録となった。
2022年7月6日、2022-23シーズンはハンガリーのMOLフェヘールヴァールFCへレンタル移籍することが決定した。
2023年8月9日、シロンスク・ヴロツワフに移籍し、2年契約を結んだ。